# 쓰나시마 온천

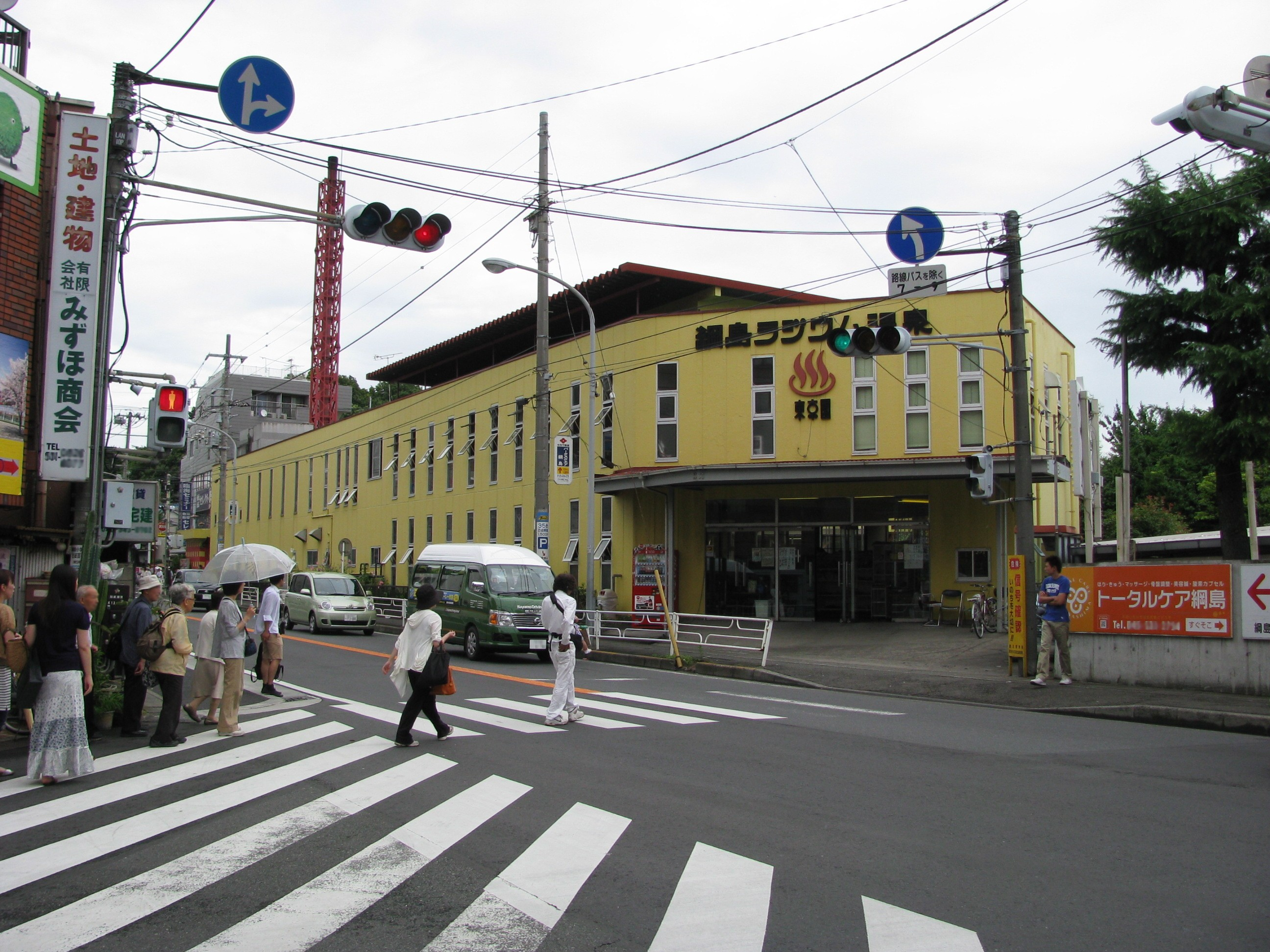
쓰나시마 온천

쓰나시마 온천(일본어: 綱島温泉 쓰나시마온센[*])는 요코하마시 고호쿠구에 위치한 온천이다.